# Huajumar
Huajumar es una localidad del estado mexicano de Chihuahua. Es parte del municipio de Ocampo.

## Demografía
| Gráfica de evolución demográfica |
|                                  |

| Censo | Población |
| ----- | --------- |
| 1980  | 7         |
| 1990  | 827       |
| 2000  | 769       |
| 2010  | 937       |
| 2020  | 1 123     |